# Junkers J 8
Lo Junkers J 8 era un monomotore monoplano sperimentale ad ala bassa con struttura interamente metallica realizzato in piccola serie dall'allora azienda tedesco imperiale Junkers & Co. negli anni dieci del XX secolo destinato all'uso militare.
Sviluppato su iniziativa privata sfruttava l'esperienza acquisita sui precedenti modelli a velatura monoplana, il J 1, il J 2 e l'incompiuto J 3, per realizzare un velivolo dalle caratteristiche comparabili al biplano J 4 noto con la designazione militare Idflieg J.I.

## Storia
Durante il proseguimento della prima guerra mondiale, il rapido sviluppo dell'industria aeronautica rese necessario un costante adeguamento della flotta aerea delle varie nazioni impegnate nel conflitto. A tale scopo l'Idflieg, organo deputato alla gestione della Luftstreitkräfte, la componente aerea del Deutsches Heer (l'esercito imperiale tedesco), nel 1916 emise una specifica per la fornitura di una nuova tipologia di velivolo, uno sviluppo dei velivoli da ricognizione biposto identificata come C-Typ, ma destinata a compiti di cooperazione con le truppe di terra.
La nuova classe di velivoli, che assunse la designazione di J-Typ, dovendo operare a bassa quota contro obiettivi nemici, era penalizzata dalla facilità ad essere colpita dal fuoco nemico proveniente da armamenti di piccolo calibro; i velivoli dovevano essere quindi equipaggiati con una pesante corazzatura per prevenire danni agli organi principali, come il gruppo motoelica, ed ai membri dell'equipaggio. Inoltre era disposto che i modelli appartenenti a tale classe fossero caratterizzati dalla velatura biplana per consentire un'adeguata manovrabilità in condizioni operative.
Queste caratteristiche erano particolarmente compatibili con la tipologia di velivoli sviluppati dalla Junkers, la quale aveva esplorato fin dall'inizio la scelta tecnologica dell'utilizzo delle leghe metalliche per la loro costruzione, per cui l'Idflieg li contattò per richiedere la fornitura di tre prototipi. L'azienda, che in quel momento stava sviluppando su propria iniziativa un terzo modello basato su velatura monoplana, il J 3, abbandonò il suo sviluppo sia per mancanza di fondi che per incompatibilità con le specifiche richieste dando origine al progetto identificato con la designazione interna J 4.
Tuttavia Hugo Junkers era convinto che un modello dalla configurazione alare monoplana potesse essere altrettanto efficace e decise, sempre su iniziativa privata, di progettare un nuovo velivolo che riuscisse a soddisfare le specifiche imposte dall'Idflieg per una classe di ricognitori biposto destinata a velivoli "alleggeriti", la CL-Typ.